# AMC+
AMC+  — американський відеостримінговий сервіс, який належить AMC Networks і був запущений у червні 2020 року. Послуга — це пакет преміум-класу, який включає живі канали та бібліотеки програм телевізійних мереж компанії та потокових брендів разом із власним ексклюзивним вмістом.

## Історія
AMC+ був вперше запущений у червні 2020 року для клієнтів Xfinity та включав контент, який раніше був ексклюзивним для передплатників кабельного каналу AMC через додаток TV Everywhere AMC Premiere.  1 жовтня 2020 року AMC+ було запущено на Amazon Channels і Apple TV Channels і стало доступним для клієнтів Dish Network і Sling TV.
Колишній виконавчий директор BBC America Кортні Томасма була призначена генеральним менеджером AMC+ 8 квітня 2021 року. Томасма підпорядковується Мігелю Пенеллі, президенту AMC Networks із підписки на відео за запитом (SVOD).

## Контент
AMC+ переважно містить контент від AMC, BBC America, IFC , Sundance TV, Shudder, IFC Films Unlimited і Sundance Now. Послуга надає ранній доступ до оригінальних серіалів (наприклад, франшизи Ходячі мерці від AMC ), а нові епізоди пропонуються за тиждень до прем’єри на кабельному телебаченні.

### Телесеріали
- Ходячі мерці
- Краще подзвоніть Солу
- Занадто близько
- Північні води
- Рідня
- Зшивач
- Анна Болейн

### Фільми
- Апекс: Смертельний квест
- Звір у його голові
- В'язні Країни привидів
- Тиха ніч
- Збирач боргів

## Поширення
AMC+ спочатку був доступний лише в Сполучених Штатах. 23 листопада 2020 року AMC+ було запущено на Roku. 6 квітня 2021 року AMC+ став доступним на YouTube TV.
Послугу запустили в Канаді на Amazon Prime Video та Apple TV у серпні 2021 року напередодні прем’єри одинадцятого сезону Ходячі мерці«Ходячих мерців».  Деякий вміст служби недоступний через різні права на програмування.
Послуга була запущена в Австралії як канал на Prime Video та Apple TV також у листопаді 2021 року, які включають Acorn TV у пакет.
Нещодавно AMC+ запустили в Індії через Prime Video, яка також включає Acorn TV.

## Рецепція
Стівен Сільвер з Make Use Of зазначив «вражаючу кількість контенту, який пропонує AMC+» і його «виграшну комбінацію знайомих вам шоу, нових, які варто відкрити, і великої бібліотеки фільмів».